# ام‌وی جدرن
ام‌وی جدرن (به انگلیسی: MV Jadran) یک کشتی است که طول آن ۸۷٫۶۰ متر (۲۸۷ فوت ۵ اینچ) می‌باشد. این کشتی در سال ۲۰۱۰ ساخته شد.